# Diego y yo
Diego y yo es una obra de la pintora mexicana Frida Kahlo realizada en 1949. Se trata de un autorretrato que muestra el rostro de Frida llorando, mientras en su frente, apoyado sobre sus tupidas cejas reproduce un retrato de su esposo Diego Rivera. El cuadro pertenece al empresario y coleccionista argentino Eduardo Costantini, quien la adquirió en 2021 en una subasta organizada por la casa Sotheby’s, en Nueva York, en 34,9 millones de dólares, lo que la convirtió en la obra de un artista latinoamericano más cara de la historia vendida en una subasta. Anteriormente perteneció a una colección particular (Mary Anne Martin Fine Arts Nueva York) y había sido subastado en Sotheby's en 1990, por un valor de 1.430.000 dólares.
A partir de agosto de 2022 se encuentra en exhibición en el Museo de Arte Latinoamericano de Buenos Aires.

## Contexto biográfico del cuadro
Frida era su chiquita y Diego su "príncipe sapo". Sin embargo, el transcurrir de este amor no fue nunca fácil para Frida y Diego. 
La miniatura de Diego en su propia frente indica el amor obsesivo que Frida sentía por el pintor de frescos. Él estaba constantemente en sus pensamientos.
Frida pintó este autorretrato en el período en que su marido tenía una aventura amorosa con la actriz de cine mexicana María Félix, quien además era amiga de Frida. Pese a que en su momento ella se tomó dicha relación con bromas, la pintura muestra sus verdaderos sentimientos.

## Elementos simbólicos e interpretaciones posibles
Tercer ojo: Este elemento simbólico denota la admiración de Frida por la inteligencia y sabiduría de Diego. Sugiere la convicción de entonces de Frida acerca de la superioridad intelectual y artística de Rivera.
Diego en la frente de Frida: Diego está presente en los pensamientos de Frida, tal como lo sugiere el retrato de Diego entre las oscuras cejas de Frida. El mismo recurso simbólico ya había sido utilizado por Frida en su Autorretrato como Tehuana o Diego en mi pensamiento de 1943.  
Lágrimas de Frida: Por años, Frida hizo chistes y se rio de las infidelidades e indiscreciones de Diego. Conservó además su relación de amistad con María Félix durante y después de este incidente. Pero las lágrimas de Frida en este retrato nos muestran su pena y el dolor que le causa en este momento de la vida la posibilidad de perderlo nuevamente. Sentimientos ambivalentes que en muchos sentidos eran recíprocos:

«...ella admitía que sufrió dos accidentes en su vida, el del tranvía y el de Diego Rivera. (…) Él lo admitía:
mientras más amaba a Frida, más quería dañarla. Ella le devolvió el favor con muchos amantes, hombres y mujeres. (…) Ella lo absorbió todo gracias a su manera de amar, casi panteísta, amor de madre tierra, amor de Coatlicue y Dama de Elche. (…) Amor de Frida, en todo caso, devorador, purificador, como el de la diosa buitre. Quería parir a Diego. Soy él, escribió o dijo un día, desde mis primitivas y antiguas células, él es en todo momento mi hijo, mi niño nacido a cada
momento, todos los días, de mi propia entraña…»

Cabello: En la mayoría de los retratos  — sin contar, por cierto, el Autorretrato con pelo cortado de 1940 — el cabello de Frida aparece recogido elegantemente en un moño. En éste, por el contrario, su cabello se encuentra suelto y enredado en el cuello, sugiriendo un estado de ahogamiento o estrangulamiento. Sin Diego, Frida pierde el respiro por la vida.